# Гарвуд, Норман
Норман Гарвуд (англ. Norman Garwood; 8 января 1946, Бирмингем, Уорикшир — 13 апреля 2019) — английский арт-директор, трижды (1986, 1990, 1992) номинированный на «Оскар» за лучшую работу художника-постановщика.
За работу над фильмом Бразилия получил в 1986 году премию BAFTA за лучшую работу художника-постановщика.

## Избранная фильмография
- Бразилия — 1985
- Слава — 1989
- Капитан Крюк — 1991